# Neohumbertiella
Neohumbertiella es un género con tres especies de fanerógamas perteneciente a la familia  Malvaceae.

## Especies
| - Neohumbertiella decaryi - Neohumbertiella foliosa - Neohumbertiella sakamaliensis |